# ملعب الحسن الثاني
ملعب الحسن الثاني هو ملعب يقع بجماعة المنصورية بين المحمدية وبنسليمان على بعد 35 كلم من مدينة الدار البيضاء و 65 كلم من الرباط العاصمة. سيضم الملعب مرافق عديدة كمحطة البراق (قطار فائق السرعة) TGV و فنادق عالمية و مطار بنسليمان وملعب اولمبي و مرائب...
يتسع الملعب ل 115.000 متفرج حيث سيكون اكبر ملعب بالعالم عند افتتاحه سنة 2029.
سيتم انشاء الملعب لاستضافة نهائيات كأس العالم 2030 معية إسبانيا والبرتغال.

## التسمية

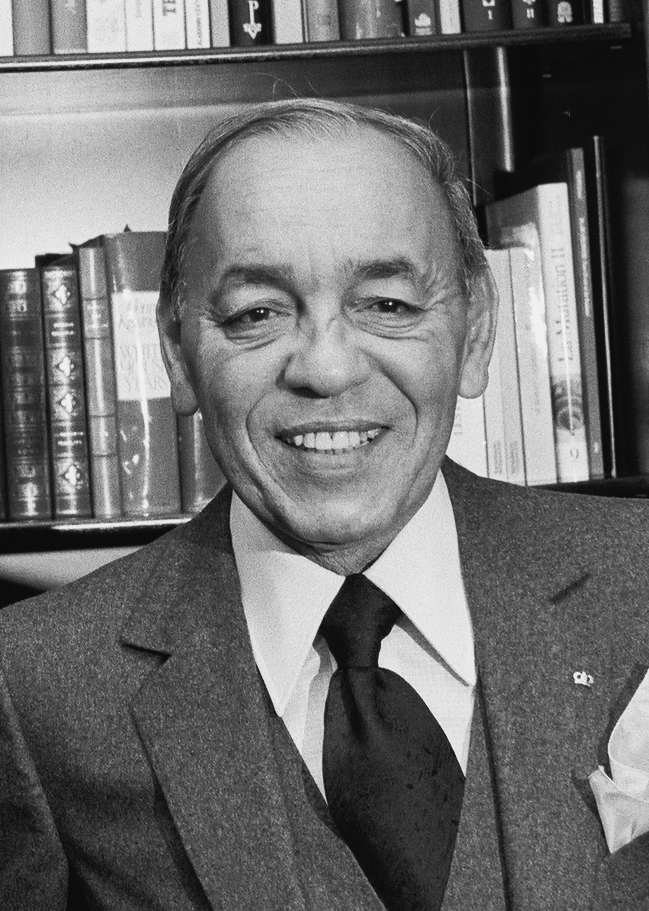
الملك الراحل الحسن الثاني

سمي الملعب على اسم الملك الراحل الحسن الثاني بن محمد الملك الثاني و العشرون من السلالة العلوية الشريفة التي تحكم المغرب حاليا.

## تصميم الملعب
شكل الملعب مستوحى من التجمع الاجتماعي التقليدي في المغرب المعروف باسم “الموسم”، حيث يقع هيكل الملعب تحت سقف خيمة كبير يظهر كتدخل مثير في المناظر الطبيعية للغابات، وعلى طرفي وعاء الملعب الضخم توجد ثلاث طبقات مدمجة شديدة الانحدار تضمن توفير أجواء نابضة بالحياة ومذهلة، وتتسع كل “نهاية” للملعب لـ 29.500 متفرج.
تستقبل “الخيمة” أو الملعب 5 مستويات من الضيافة على طول كل من المدرجات الرئيسية على جانب الملعب 12 ألفا من كبار الشخصيات، و الضيافة و مستخدمي المقصورة، بالإضافة إلى المقصورة الملكية.

## انظر ايضا
ملعب مولاي عبد الله
ملعب ابن بطوطة
المركب الرياضي محمد الخامس
ملعب أدرار
المركب الرياضي لفاس
ملعب مراكش